# Малый Вишнополь
Малый Вишнополь (укр. Малий Вишнопіль) — село в Староконстантиновском районе Хмельницкой области Украины.
Население по переписи 2001 года составляло 50 человек. Занимает площадь 0,209 км².

## Местный совет
31141, Хмельницкая обл., Староконстантиновский р-н, с. Вишнополь